# Rắn hổ xiên Karl Schmidt
Rắn hổ xiên Karl Schmidt hay rắn hổ xiên can-smit (danh pháp khoa học: Pseudoxenodon karlschmidti) là một loài rắn trong họ Rắn nước. Loài này được Pope mô tả khoa học đầu tiên năm 1928.